# Amealco de Bonfil
Amealco de Bonfil é um dos 18 municípios do estado de Querétaro, no México. A sua capital é a população de Amealco.

## História
Amealco é uma localidade fundada desde 1538, no século XVII, a Vila de Amealco estava sujeita à jurisdição de San Jerónimo Aculco; no edifício onde atualmente ocupa a presidência municipal é do século XVIII e originalmente era uma casa de habitação, construída principalmente com muros de pedra, a um custado de dito edifício ainda se pode observar a casa coral da paróquia do século XVI se conservando unicamente um tapanco de vigueria e madeira original.

### Localização e limites
Localiza-se ao extremo sul do estado. Limita com os municípios de San Juan del Río ao nordeste e com Huimilpan ao sudoeste, e com os estados do México ao sudeste e Michoacán ao sudoeste. Mede 682 km quadrados. A sua capital está a 20° 11' 12" Norte e 100° 08' 41" Oeste.

### Toponímia
A palavra Amealco é uma voz náhuatl, Ameyalco ou Amellayi, fonte ou manancial, e Co, igual a em. Isto é “no manancial”. Este significado tem sido interpretado em outro sentido até derivar no de "lugar onde brota a água das rochas".
Desde 1985, por acordo do Congresso do Estado, o município leva agregado o nome de Bonfil, como homenagem a Alfredo Bonfil, quem foi um líder camponês a nível nacional e Ministro da Secretaria de Agricultura e Pecuária.

### Clima
O clima de Amealco Bonfil, Querétaro distingue-se por ter climas não extremos, os quais são muito benignos para a agricultura.
Pela geografia do Estado vários municípios do mesmo possuem vários tipos de climas diferentes e vão desde os mais secos aos mais húmidos. Da entidade, os municípios que possui uma percentagem total ou parcial de clima seco ou semiseco
Caracterizam-se estes climas por ter temperatura altas no verão (não extraordinárias) e frias notáveis em inverno, a temperatura máxima em média não rebasa os 35 graus Celsius (em alguns casos) e a temperatura fria em média é de 5 a -1 graus Celsius respectivamente. O período de precipitações compreende-se desde maio até outubro, com algumas tempestades muito isoladas em zonas montanhosas dos municípios em inverno. A média de precipitação é de 600 mm .
Os municípios que possuem clima quente subhúmidio e quente húmido são os que se localizam na região da Sierra Madre Oriental e Sierra Gorda:
Estes climas dependem muito da orografia do lugar, seus verões são muito quentes com temperaturas em médias de 35 a 40 graus centígrados, seus invernos são muito agradáveis com temperaturas temperadas de 16 a 21 graus Celsius, a precipitação apresenta-se todo o ano, mas em onde se apresenta com maior intensidade e duração é na primavera e verão.
Pela sua altitude com respeito ao nível do mar, estes municípios tendem a ser mais frescos que os demais. Os municípios como: San Joaquín, Pinal de Amoles, Jalpan de Serra (parte sul) e Cadereyta de Montes (parte extrema nordeste) estão localizados na parte mais alta da Serra Gorda, que sobresai dos 2,800 metros sobre o nível do mar. A sua temperatura máxima tem uma faixa de 25 a 30 graus Celsius. A temperatura mínima tende fazer muito fria em inverno (de 0 a -5 graus Celsius) e fria nas demais estações do ano (de 10 a 4 graus centígrados). O período de precipitação compreende-se desde abril a novembro com uma lâmina anual de precipitação de 800 a .
A temperatura e precipitações média para algumas cidades são
- Amealco de Bonfil: 14.9 °C / 950 mm

As temperaturas constantemente mudam, como encontra-se exposto a intensas ondas de ventos e chuva.

### Flora
O município de Amealco conta com lugares arborizados cobertos de carvalhos, oyameles (Abies religiosa), medronhos e pinheiros; enquanto numa escassa região ao Norte do município encontram-se granjenos e algumas plantas cactáceas.

### Fauna
Na actualidade a fauna silvestre está extinta (principalmente tigrillos (Bromus unioloides) e gatos monteses), encontrando-se escassamente nos lugares serranos como Lagoa de Servín e San Pablo. No entanto ainda se encontram coiotes, esquilos, coelhos, lebres e outras poucas espécies silvestres como onças, armadilhos, pombas silvestres e pássaros canoros tais como: mimus, calandrias e gorriones, entre outras.

## População
Banco de informação INEGI 
População total    62,197
População total homens    29,842
População total mulheres    32,355

### Grupos étnicos
No município existem 34 comunidades de origem Otomí, agora Ñañhú. É muito provável que os Otomíes tenham tido contacto com os toltecas devido à cercania deste lugar com os lugares onde habitaram aquelas culturas, o que se pode manifestar numa zona arqueológica que se encontra em San Ildefonso Tultepec, conhecida com o nome de “El Cuisillo”. Tal parece e segundo os costumes destes lugares, chamam Cuisillo a um montão de pedras. Aí encontram-se vários promontórios cobertos de vegetação que ao ser descobertos têm sido saqueados para se levar as pedras, sem saber que se trata de alguns edifícios prehispánicos.

## Economia

### Agricultura
O milho cultiva-se em abundância, graças a solos muito ferteis no sudeste. Ademais produz-se: feijão, favas, trigo, cevada e aveia forrajeira. Em frutas há macieira, ciriguela, pera e pessego em hortas familiares para o autoconsumo.
Já que principalmente a agricultura está dirigida ao autoconsumo, surge uma nova forma de fazer agricultura respeitando ao meio ambiente, sustentável e vinculada com a produção de alimentos sãos. Esta nova forma de agricultura é conhecida como Agricultura Orgânica. Em sua proposta orienta-se para o aproveitamento do potencial da agroecologia e o resgate de tecnologias tradicionais como eixo impulsor do desenvolvimento rural. Actualmente estão a implementar-se estas técnicas de produção agrícola nas comunidades rurais do município.

### Pecuária
A pecuária bovina e porcino é em pequena escala, só de consumo familiar. Há pequenos criadeiros de ovinos. A avicultura tem frango de engorda a grande escala.

### Indústria
Existe uma planta agroindustrial que aproveita as matérias primas agrícolas. Também operam uma fábrica de troféus e duas têxtil de roupa, uma a nível de exportação.

## Turismo

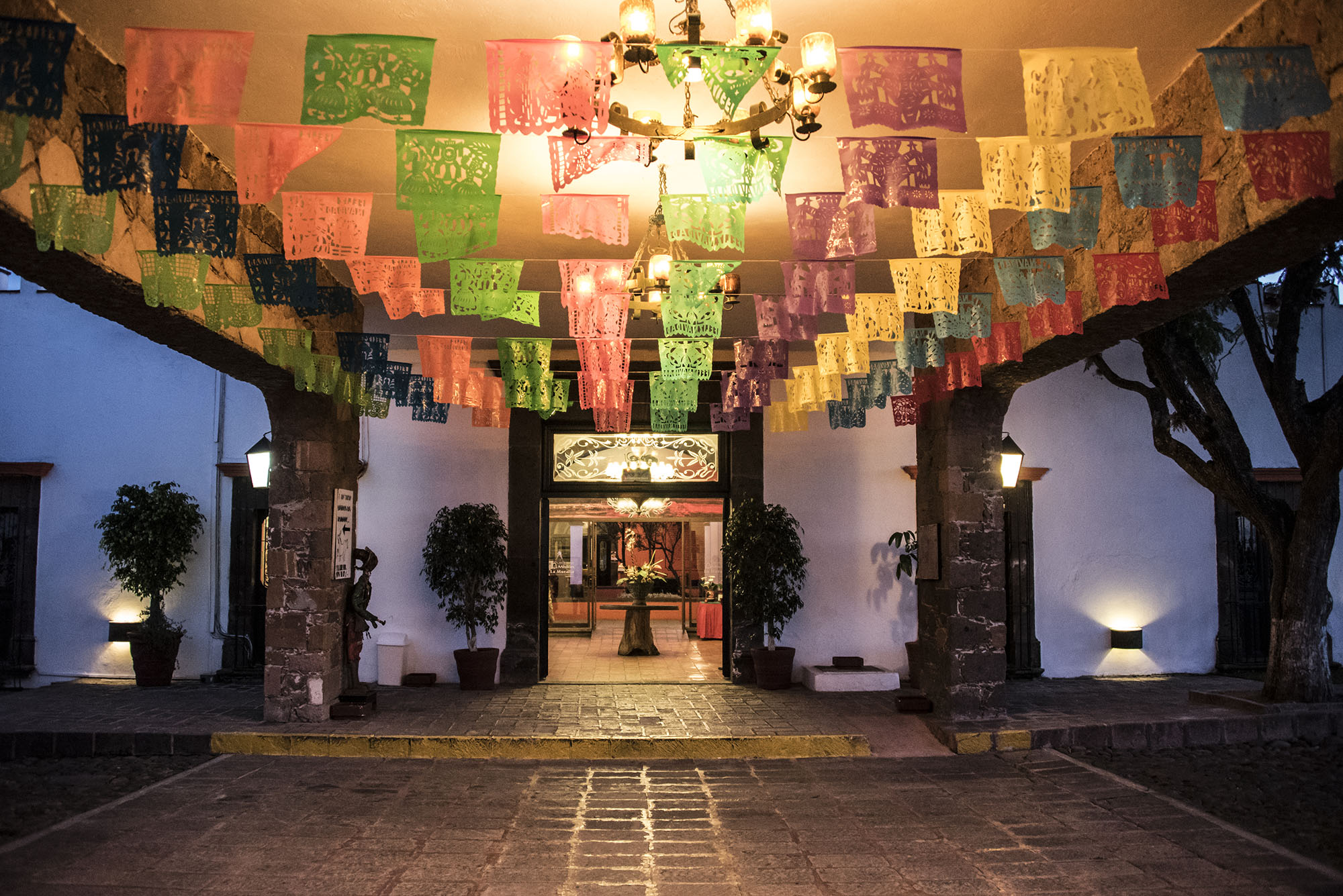
278.958x278.958px

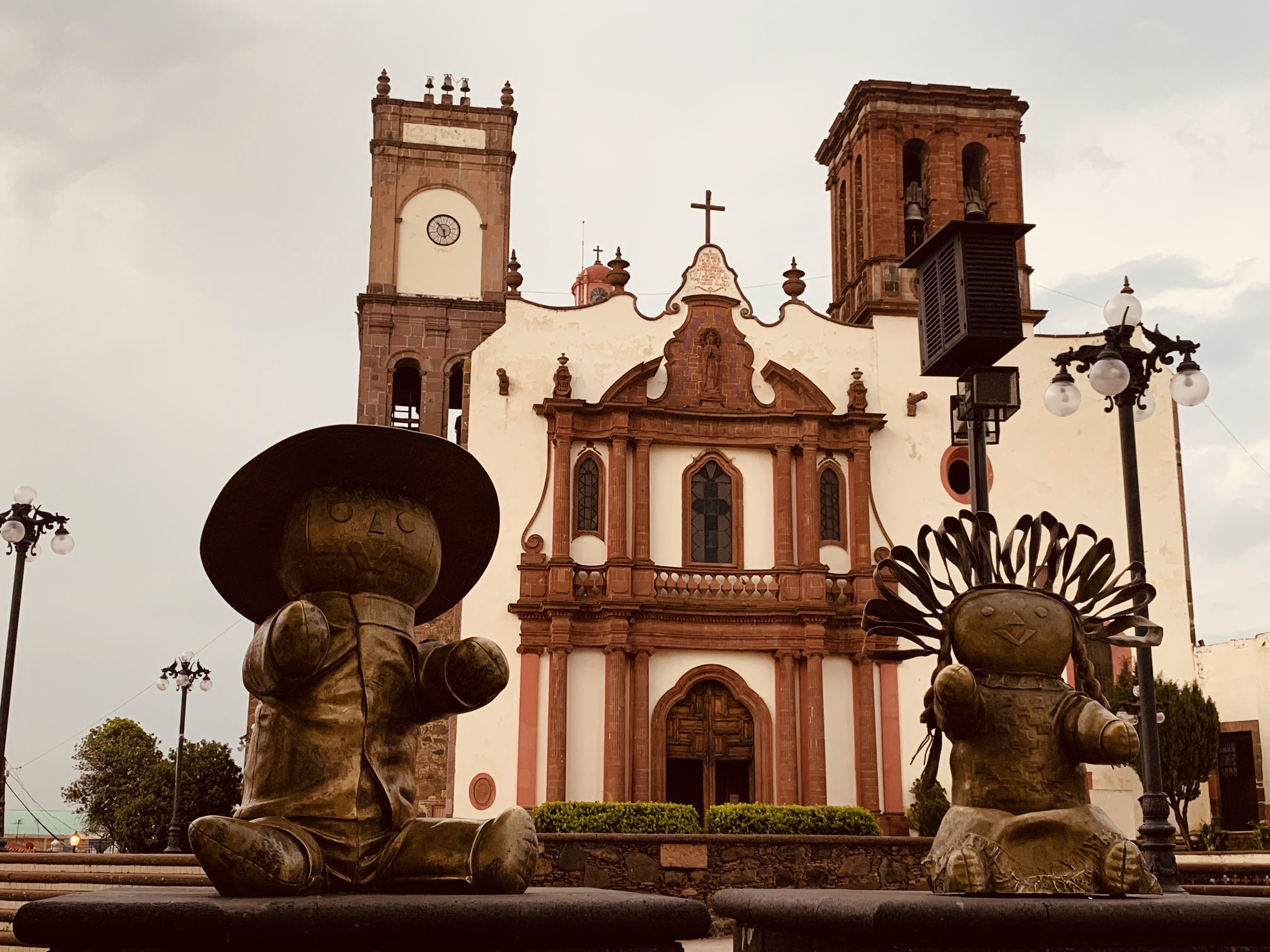
Estátuas representativas dos bonecos típicos de Querétaro

A partir de 11 de outubro de 2018, Amealco foi declarado pueblo mágico. Hoje considerada a Capital da "Boneca Otomí", um artesanato, legado de nossos ancestros que resguarda a tradição, cultura e memória de nossa juventude. Para as meninas otomíes, a boneca artesanal é o brinquedo favorito e como artesanato, é um dos símbolos mais representativos da tradição mexicana.
Têm a sua origem nas mãos artesanas das mulheres otomíes assentadas no município de Amealco de Bonfil, Querétaro e voltaram-se tão populares que se podem conseguir em muitos pontos turísticos do país e lojas seleccionadas no estrangeiro, onde são consideradas um objeto de colecção. Confecionadas com teia de popelina e coloridos listones, a sua produção artesanal pode demorar de um ou dois dias para as peças pequenas e até seis dias para as maiores.
Em o Museu da Muñeca exibem-se estas obras de arte características do município. Assim mesmo no museu se podem admirar bonecas de 18 estados da República feitas de diferentes materiais como teia, madeira, cartão, papel e até metal. A Casa dos Artesanatos localiza-se a um custado do Escritório de Turismo. Além das bonecas otomíes poderás encontrar bordados e tecidos em ofertas, mantas ou serviletas coloridas.
Há vários lugares para acampar, destacando a Barranca de Amealco e a Lagoa de Servín, uma área arborizada.

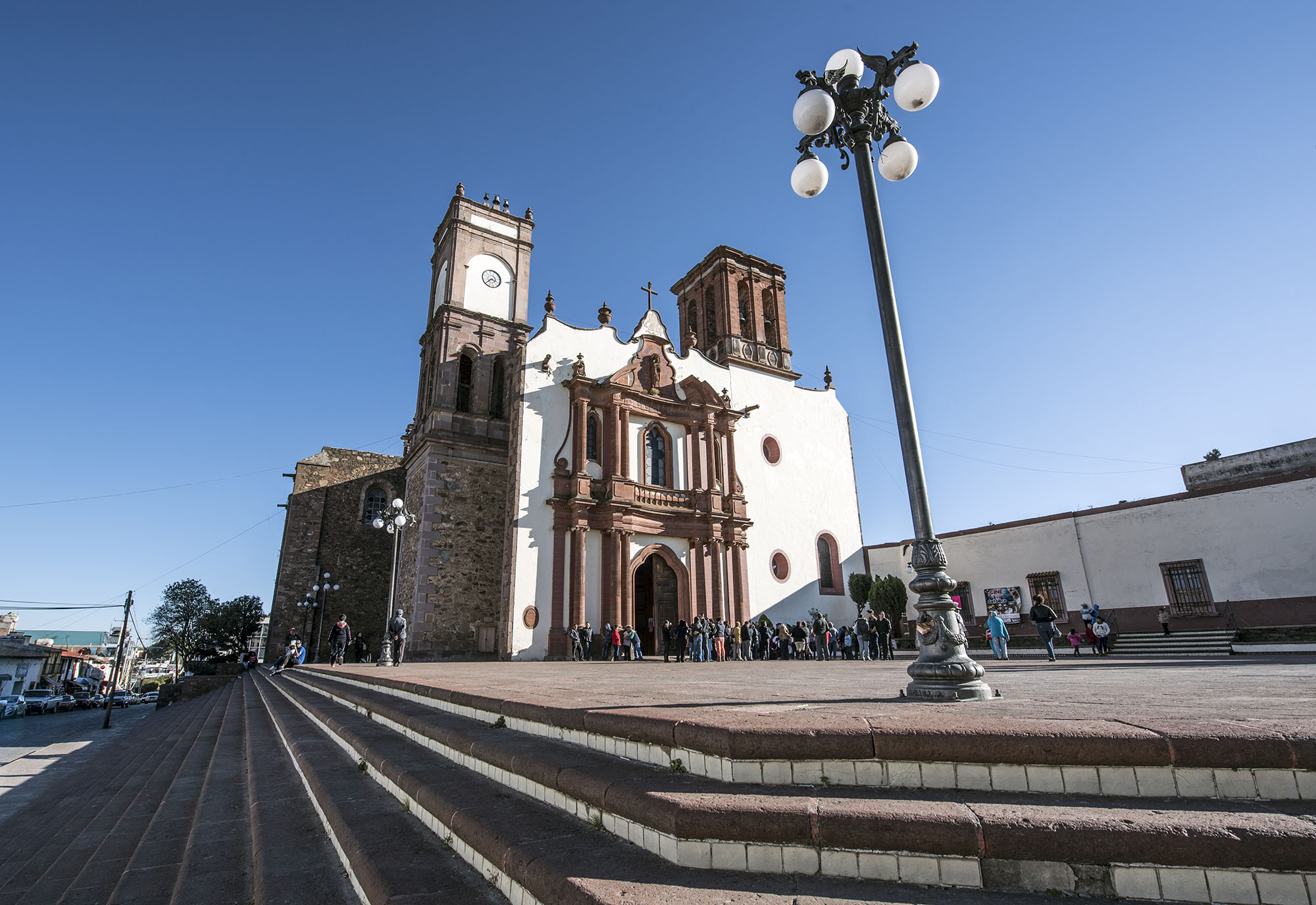
Parroquia de Santa María

Existem várias comunidades otomíes ou ñañhú como San Ildefonso Tultepec, San Miguel Dehetí, San Jose Ithó, San Pedro Tenango, San Miguel Tlaxcaltepec e Santiago Mexquititlán onde se conservam muitas tradições, fabricam artesanatos e alfareria.
Na Muralla, encontra-se o primeiro hotel temático do México: em suas amplas áreas verdes recreiam-se cenas da Revolução Mexicana, com vestimenta, canções da época e fogatas.
Amealco distingue-se agora pela sua arquitetura e entre os edifícios mais visitados se encontra o templo de Santa María Amealco, um dos maiores e belos de todo Querétaro.

Este templo é relativamente novo, já que construiu-se no final do século XIX e princípios do século XX. A sua fachada e retablos são de estilo neoclássico e de beleza impressionante: conta com um sino chamado "Consagrada", a qual só se toca nos domingos para chamar a missa de 10:00 da manhã ou em festividades muito especiais, tem uma grande dimensão e asseguram que uma de suas ligas é de ouro.

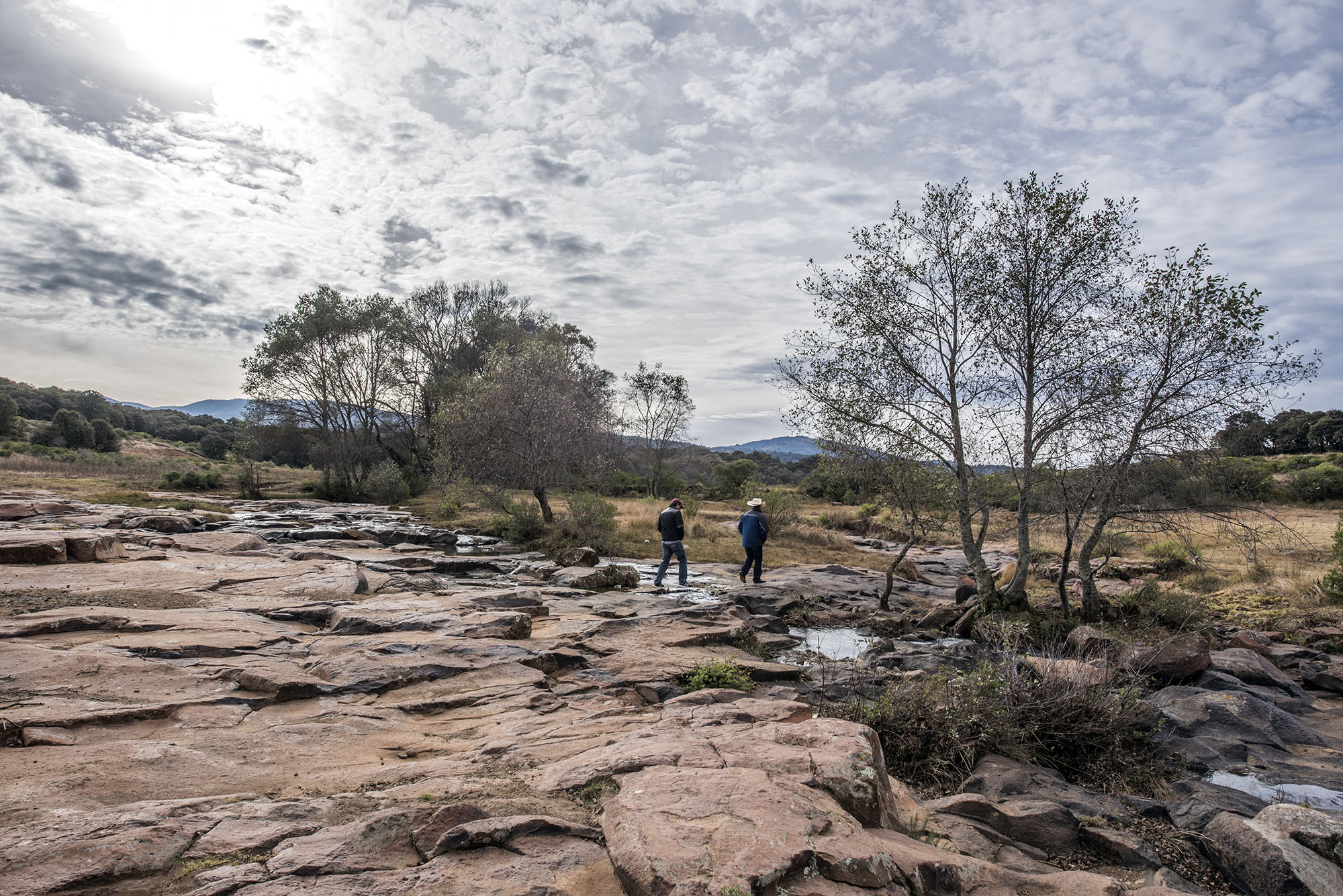
Ecoturismo em Amealco

 Percorrer a cabeceira municipal será uma experiência única pois está inmerso num ambiente tranquilo mas ao mesmo tempo cheio de vida e cultura. Podem-se visitar as praças e conhecer a gastronomia local no Mercado Municipal: carnes, churrasco de borrego, ou mole de guajolote, platilo típico dos amealcenses que ademais, se oferece a cada terças-feiras em diferentes locais do município.

## Governo
O Governo Municipal consta de um Presidente Municipal, três Delegados e nove Regidores de maioria relativa; as principais Comissões são: Fazenda, Comércio, Indústria, Gobernação, Obras Públicas, Educação, Polícia Municipal e Saúde.

### Presidentes Municipais
1939-1941 J. Encarnación Rodríguez Rodríguez PRM
1941-1943 Antonio Ugalde Cervantes PRI
1955-1958 Antonio Ugalde Cervantes PRI
1970-1973 Martiniano Obregón Navarrete PRI
1973-1976 Benjamín Mondragón Mendoza PRI
1976-1979 J. Jesús Ruiz Amaro PRI
1979-1982 Ángel Ugalde Sanabria PRI
1982 José Fortes Quintana (interino) PRI
1982-1985 Carlos Obregón Cepeda PRI
1985-1988 Eleuterio Colín Correia PRI
1988 Pedro Cortês Hernández (interino) PRI
1988-1991 Francisco Piña Colín PRI
1991-1994 Héctor Rodríguez Montoya PRI
1994-1997 Manuel González Sánchez PRI
1997-2000 Javier Rodríguez Ferrusca PAN
2000 Ricardo Riquelme Perrusquía (interino) PAN
2000-2003 Felipe Valdéz Licea PRI
2003 Dámaso Márquez Sotelo (interino) PRI
2003-2006 Luis Franco Mejía PRI
2006-2009 Javier Cajiga Rodríguez PRI
2009-Rafael González Bolaños (interino) PRI
2009-2012 Rosendo Anaya Aguilar PAN
2009 Domingo González Juan (interino) PAN
2012-2015 Gilberto García Valdez PAN
2015-2018 Rosendo Anaya Aguilar PAN
2018-2021 Rosendo Anaya Aguilar (reeleição) PAN
A eleição da Prefeitura é o primeiro domingo de junho da cada 3 anos. O 1° de outubro seguinte é a data de tomada de posse da Prefeitura (Um Presidente Municipal, 4 Regidores de maioria relativa, 3 Regidores de representação proporcional e duas Síndicos) e dentro dos seguintes 30 dias naturais à tomada de posse da Prefeitura designam-se aos 3 Delegados Municipais e 71 Subdelegados que conformam o município de Amealco de Bonfil.

### Deputados
A população do município, ao igual que uma parte de San Juan do Rio, se encontra representada pelo deputado do VIII Distrito na Legislatura do Estado e; junto com a de San Juan do Rio, Corregidora e Huimilpan; pelo deputado do 2° Distrito Eleitoral Federal de Querétaro no Congresso da União.

## Cidades Irmãs
A cidade de Amealco está Fraternizada com:
- Mansfield, Estados Unidos[4]